# المديفع
مركز المديفع هو مركزٌ إداري تابعٌ لمحافظة القويعية في منطقة الرياض ، ويصنف من فئة (أ) ورمزها 1223.

## -
1. ↑  "المركز الوطني للوثائق والمحفوظات". مؤرشف من الأصل في 2024-05-02.